# Olympische Sommerspiele 2000/Teilnehmer (Demokratische Republik Kongo)
| Gelbes Symbol für Goldmedaillen mit stilisierten Olympischen Ringen | Graues Symbol für Silbermedaillen mit stilisierten Olympischen Ringen | Braundes Symbol für Bronzemedaillen mit stilisierten Olympischen Ringen |
| ------------------------------------------------------------------- | --------------------------------------------------------------------- | ----------------------------------------------------------------------- |
| —                                                                   | —                                                                     | —                                                                       |

Die Demokratische Republik Kongo nahm an den Olympischen Sommerspielen 2000 in der australischen Metropole Sydney mit einer Delegation aus zwei Athleten teil.
Seit 1968 war es die sechste Teilnahme der Demokratischen Republik Kongo an Olympischen Sommerspielen.

## Flaggenträger
Der Marathonläufer Willy Kalombo trug die Flagge der Demokratischen Republik Kongo während der Eröffnungsfeier im Stadium Australia.

## Übersicht der Teilnehmer

### Leichtathletik
Männer
- Willy Kalombo
Marathon: Did not finish

Frauen
- Akonga Nsimbo
100 m: 12,51 s (nicht für die nächste Runde qualifiziert)
200 m: 25,35 s (nicht für die nächste Runde qualifiziert)